# Miklós Kengyel

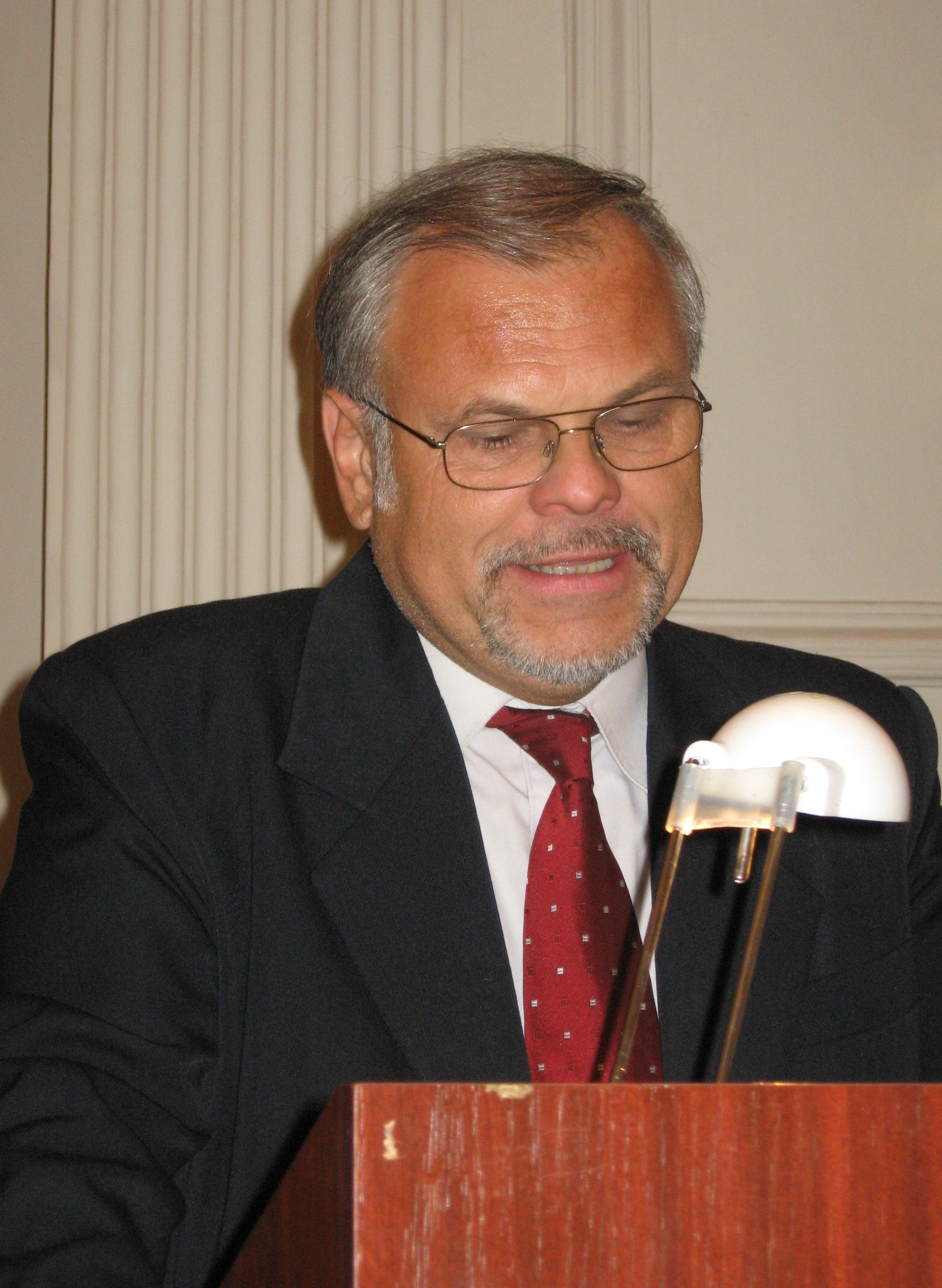
Miklós Kengyel (2007)

Miklós Kengyel (* 15. August 1953 in Kaposvár; † 4. Oktober 2017) war ein ungarischer Rechtswissenschaftler und Hochschullehrer an der Andrássy Universität Budapest.

## Leben
Kengyel studierte von 1972 bis 1977 Rechtswissenschaften an der Janus Pannonius Universität Pécs. Anschließend arbeitete er dort als Assistent, später als Oberassistent. Nach seiner Promotion zum Ph.D. 1986 in Pécs war er dort als Dozent tätig. 1994 habilitierte er sich dort mit einer Schrift über eine zivilverfahrensrechtliche Thematik. Anschließend arbeitete er in Pécs als ordentlicher Professor für Zivilverfahrensrecht. Von 1993 bis 1999 war er zudem Dekan der dortigen rechtswissenschaftlichen Fakultät. Von 2003 bis zu seinem Tode 2017 war Kengyel Professor für Europäisches und Vergleichendes Zivilprozessrecht an der Andrássy Universität Budapest. Von 2003 bis 2007 war er zudem der Rektor dieser Universität. 2004 erhielt er von Bundespräsident Johannes Rau das Bundesverdienstkreuz.
Kengyels Forschungsschwerpunkte lagen vor allem im Bereich der Entwicklung und praktischen Anwendung des europäischen Zivilprozessrechts.

## Werke (Auswahl)
- A tanúbizonyítás a polgári perben. KJK, Budapest 1988 (ungarisch, Dissertation).
- A polgári peres eljárás kézikönyve. KJK, Budapest 1995 (ungarisch, Habilitationsschrift).
- A bírói hatalom és a felek rendelkezési joga a polgári perben. Osiris, Budapest 2003 (ungarisch).
- Europäisches Zivilverfahrensrecht. Bestandsaufnahme und Zukunftperspektiven nach EU-Erweiterung. BWV, Berlin 2007, ISBN 978-3-8305-1423-7.
- Der Einfluss des Europäischen Zivilverfahrensrecht auf die nationalen Rechtsordnungen. Nomos, Baden-Baden 2009, ISBN 978-3-8329-4599-2.
- Grenzüberschreitende Vollstreckung in der Europäischen Union. Sellier, München 2011, ISBN 978-3-86653-154-3.
- Electronic Technology and Civil Procedure. NewParths to Justice from Around the World. Springer, Berlin etc. 2012, ISBN 978-94-007-4071-6.